# Callanthias australis
Callanthias australis is een straalvinnige vissensoort uit de familie van zeebaarzen (Callanthiidae). De wetenschappelijke naam van de soort is voor het eerst geldig gepubliceerd in 1899 door Ogilby.